# Gouden KNCV-Medaille
De KNCV Gouden Medaille (ook wel Gouden KNCV-Medaille) is een prijs uitgereikt door de Koninklijke Nederlandse Chemische Vereniging aan personen onder de veertig jaar, die zich verdienstelijk hebben gemaakt voor de chemie in de breedste zin. De prijs wordt door de chemische gemeenschap beschouwd als de belangrijkste Nederlandse prijs op dit gebied.

## Winnaars
- 1965 Dr. J.S.C. Wessels (biochemicus)
- 1967 Dr. H.M. Buck (theoretisch organisch chemicus)
- 1969 Dr. ir. J.M. Oelderik (technoloog) †
- 1970 Dr. G. Blasse (theoretisch anorganicus en vaste stof fysicus)
- 1971 Dr. R. Kaptein (theoretisch organisch chemicus)
- 1972 Ir. A.H. de Rooij (technoloog) †
- 1973 Dr. A.J.M. Berns (biochemicus)
- 1974 Dr. F. Meijer (vaste stof chemicus)
- 1975 Dr. J.H. van Boom (organisch chemicus) †
- 1976 Dr. J.W. Verhoeven (organisch chemicus)
- 1977 Dr. D.A. Wiersma (fysisch chemicus)
- 1978 Dr. K.W.A. Wirtz (biochemicus)
- 1979 Dr. ir. W.G.J. Hol (fysisch chemicus)
- 1980 Dr. B. de Kruijff (biochemicus)
- 1981 Dr. R.A. van Santen (organicus/katalyticus)
- 1982 Dr. G. van Koten (anorganisch chemicus)
- 1983 Dr. P.J. Lemstra (polymeer chemicus)
- 1984 Dr. H.V. Westerhoff (biochemicus)
- 1985 Dr. ir. J.M.H.M. Scheutjens (fysisch chemicus) †
- 1986 Dr. T.J. Odijk (polymeer chemicus)
- 1987 Mr. dr. W.F. van Gunsteren (theoretisch chemicus)
- 1988 Dr. C.A.A. van Boeckel (organisch chemicus)
- 1989 Prof. dr. ir. P. Smith (polymeer chemicus)
- 1990 Dr. H. Schoemaker (organisch chemicus)
- 1991 Dr. J.M. van der Eijk (fysisch-organisch chemicus)
- 1992 Dr. ir. A. Bax (fysisch chemicus)
- 1993 Prof. dr. E.W. Meijer (organisch chemicus)
- 1994 Mw. dr. E.F. van Dishoeck (astrochemicus)
- 1995 Dr. P.D.J. Grootenhuis (organisch chemicus)
- 1996 Dr. J.J.C. Neefjes (biochemicus)
- 1997 Dr. ir. B. Smit (fysisch chemicus)
- 1998 Dr. B. Hessen (anorganisch chemicus)
- 1999 Prof. dr. A. Meijerink (fysisch-anorganisch chemicus)
- 2000 Mw.  dr. E.M.M. de Brabander-van den Berg (polymeerchemicus)
- 2001 Prof .dr. A.J.R. Heck (analytisch chemicus)
- 2002 Prof. dr. F.P.J.T. Rutjes (organisch chemicus)
- 2003 niet uitgereikt
- 2004 Prof. dr. H. Bakker (fysisch chemicus)
- 2005 Dr. A.P.H.J. Schenning (macro-organisch chemicus)
- 2006 Prof. dr. ir. B.M. Weckhuysen (katalytisch chemicus)
- 2007 Prof. dr. ir. J. Huskens (supramoleculair chemicus)
- 2008 Prof. dr. H. Overkleeft (bio-organisch chemicus)
- 2009 Prof. dr. M. Bonn (fysisch chemicus)
- 2010 Prof. dr. J.J.L.M. Cornelissen (organisch chemicus)
- 2011 Dr. H. Ovaa (organisch chemicus)
- 2012 Prof. dr. ir. L. Brunsveld (biomedisch technoloog)
- 2013 Prof. dr. G.J.P.L. Kops (moleculair bioloog)
- 2014 niet uitgereikt
- 2015 Dr. Sjors Scheres (bioloog)
- 2016 Mw. Prof. dr. Syuzanna Harutyunyan (organisch chemicus)
- 2017 Mw. Prof. dr. Nathalie Katsonis (biomoleculair chemicus)
- 2018 Prof. dr. Pascal Jonkheijm (organisch chemicus)
- 2019 Prof. dr. ir. Ilja Voets (self-organizing soft matter chemicus)
- 2020 Prof. dr. dr. Patricia Dankers (polymeer chemicus)
- 2021 Prof. dr. ir. Timothy Noel (katalytisch chemicus)
- 2022 Prof. dr. Erik Garnett (fysisch chemicus)
- 2023 Prof. dr. Gerard van Westen (theoretisch chemicus)
- 2024 Dr. Caroline Paul (chemicus)[1][2]